# Uwe Semrau
Uwe Semrau ist ein deutscher Sportkommentator.

## Leben
Semrau ist freier Journalist. Einem breiten Publikum ist er als Handball-Reporter auf Sport1 und Eurosport bekannt. Mit Tennis hat er eine zweite Sportart als Schwerpunkt. Während der Handball-Weltmeisterschaft der Männer 2017 kommentierte er die Spiele über einen Live-Stream im Internet. Seit 2016 ist er zudem für DAZN tätig. Auf Eurosport begleitete er ausgewählte Partien der Handball-Weltmeisterschaften 2021 und 2023 sowie der Europameisterschaft 2022 gemeinsam mit Pascal Hens als Experten.
Am 4. April 2017 wurde die Sport1-Sendung DKB Handballbundesliga mit Semrau als Kommentator als beste Sportsendung mit dem Deutschen Sportjournalistenpreis 2017 ausgezeichnet.

## Auszeichnungen
- 2017: Deutscher Sportjournalistenpreis 2017: Beste Sportsendung[7]